# Georges Dransart
Georges Dransart (Paris, 12 de maio de 1924 — Créteil, Val-de-Marne, 14 de junho de 2005) foi um canoísta francês especialista em provas de velocidade.

## Carreira
Foi vencedor da medalha de prata em C-2 10000 m em Melbourne 1956, junto com o seu colega de equipa Marcel Renaud.
Foi vencedor das medalhas de bronze em C-2 1000 m e em C-2 10000 m em Londres 1948, junto com o seu colega de equipa Georges Gandil.